# Araeognatha umbrosa
Araeognatha umbrosa là một loài bướm đêm trong họ Noctuidae.